# Romain Colucci
Romain Colucci, né le 29 juillet 1972, est le fils aîné de l'humoriste français Michel Colucci dit Coluche et de Véronique Kantor. Il a un frère cadet, l'acteur Marius Colucci, né en 1976.
Il a participé à L'Atelier 256, magazine artistique bimensuel de Jacques Chancel sur France 3, en qualité d'assistant réalisation.

## Héritage de son père
Après la mort de son père, il a entamé avec son frère et sa mère une longue bataille judiciaire à l'encontre de Paul Lederman, l'ancien imprésario de son père, qu'ils soupçonnent de les avoir spoliés des droits audiovisuels des sketchs de leur père et mari. La cour d'appel de Paris leur a donné raison en février 2017, condamnant le producteur à verser à la famille plus de 400 000 euros d'arriérés de redevances pour une série de 12 sketchs.  
Peu présent dans les médias, il déclare à l'occasion d'une interview « Je défends la mémoire de mon père et son héritage, ça me suffit ». Il est administrateur des Restaurants du cœur.

## Ouvrages
- Coluche, le dictionnaire version non censurée, un abécédaire élaboré à partir de centaines d'heures d'écoutes d'émissions télé et radio. Romain Colucci a supervisé le livre avec sa mère Véronique et son frère Marius[6], 2017.
- Votez, éliminez ! Coluche s'invite dans la campagne présidentielle[7] qui compile citations et aphorismes de son père sur la politique, 2017.
- Le Pavé, à l’occasion des trente ans de la mort de Coluche, le 19 juin 1986, qui recueille un très grand nombre de citations[4], 2016.
- Un humour impossible aux éditions du Cherche Midi, un ouvrage dans lequel il partage ses plus beaux souvenirs de son père Coluche[8], 2016.
- Un almanach aux éditions du Cherche Midi, avec les illustrations de Cabu et Wolinski, 2015.